# Венді Лоуренс
Венді Беррі Лоуренс (англ. Wendy Barrien Lawrence; нар. 2 липня 1959) — астронавт НАСА. Зробила чотири космічних польоти на шатлах: STS-67 (1995, «Індевор»), STS-86 (1997, «Атлантіс»), STS-91 (1998, «Діскавері») і STS-114 (2005, «Діскавері»), полковник ВМС США.

## Біографія

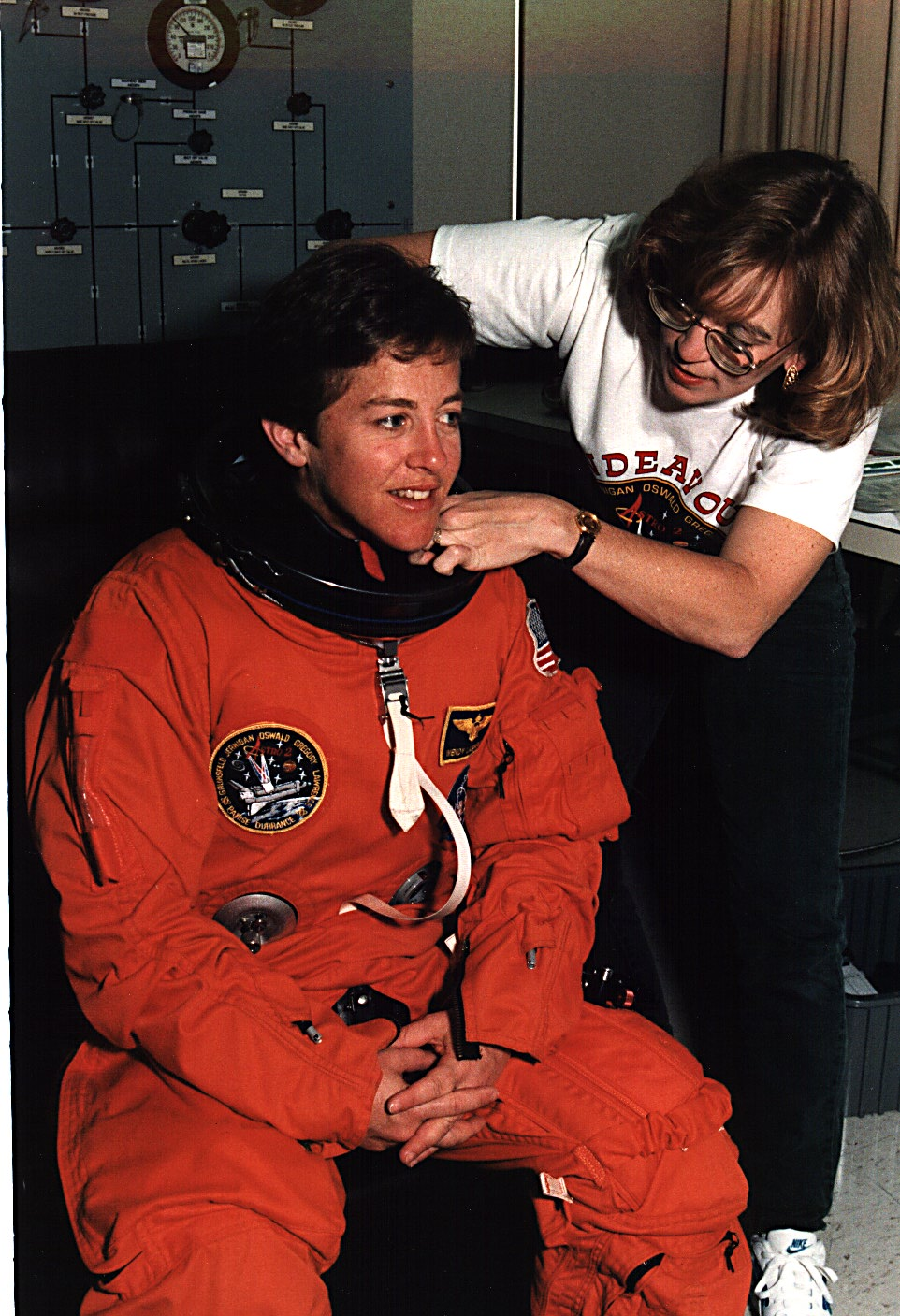
STS-67: Лоуренс перед стартом.

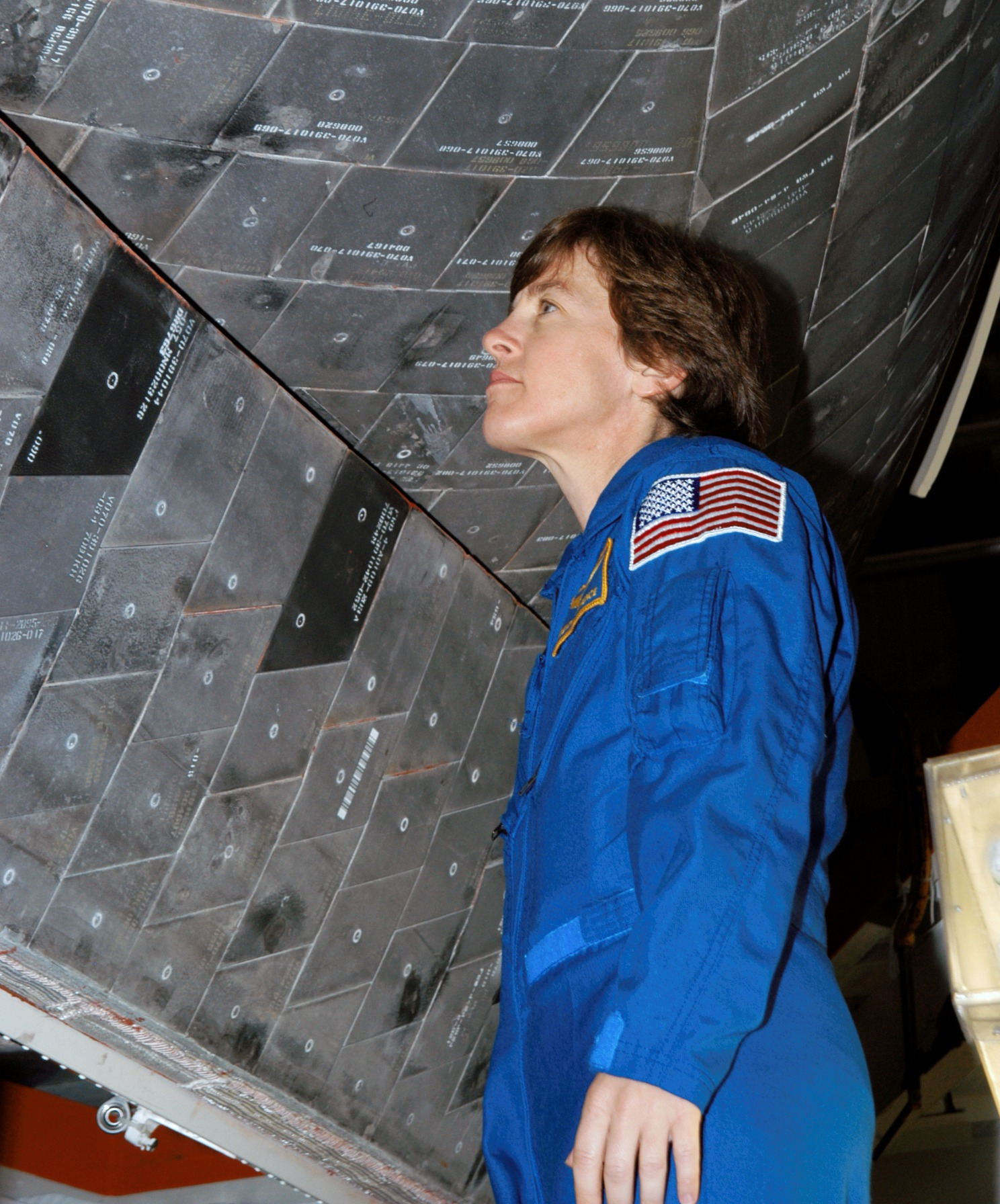
Лоуренс вивчає термоплитки.

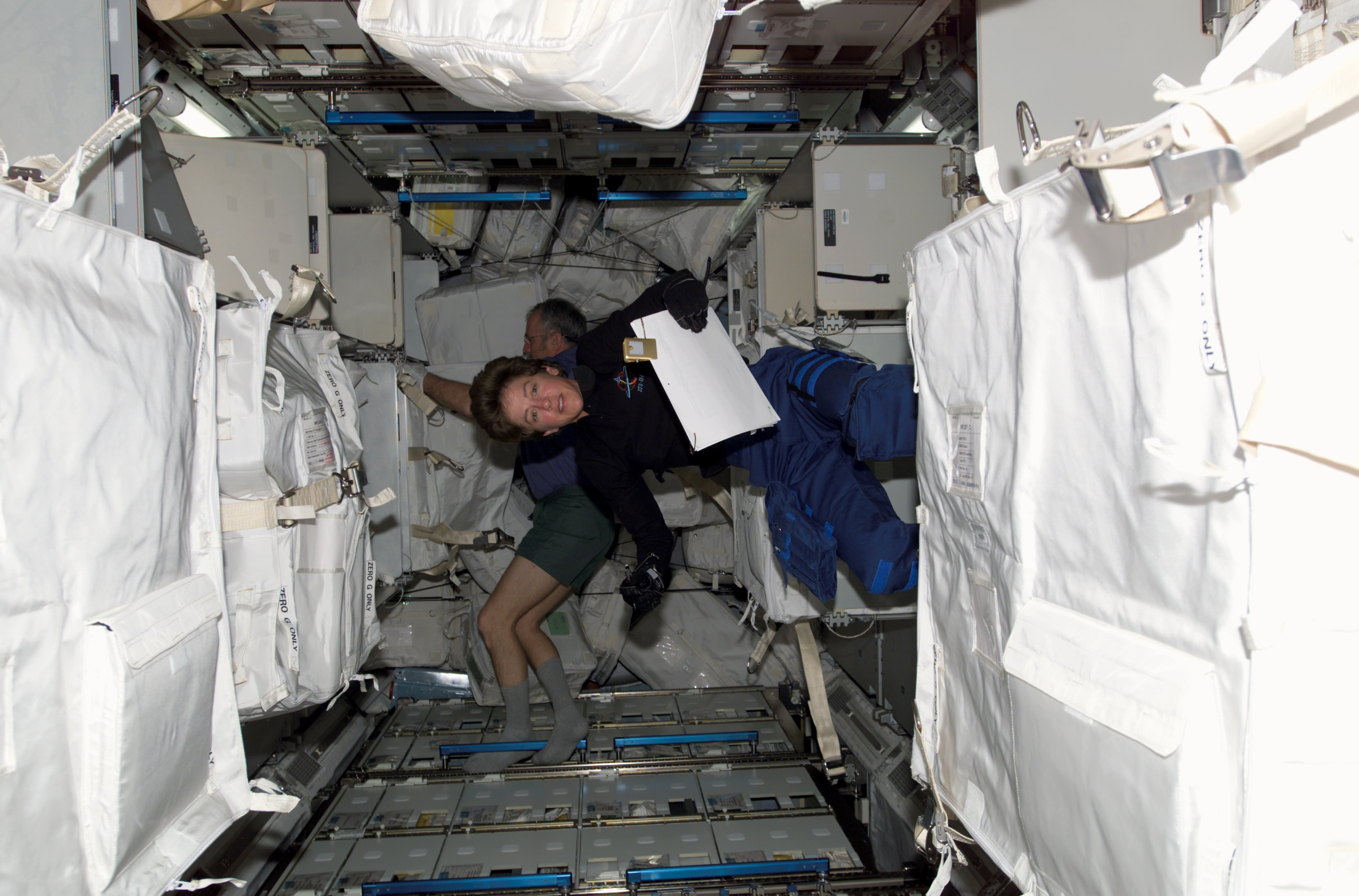
STS-114: Лоуренс на передньому плані.

Венді Лоуренс народилася 2 липня 1959 року в місті Джексонвіль, штат Флорида. У 1977 році закінчила середню школу в місті Олександрія, штат Вірджинія. У 1981 році отримала ступінь бакалавра в галузі машинобудування у Військово-морській Академії США, в місті Аннаполіс (штат Меріленд). У 1988 році отримала ступінь магістра в галузі морського машинобудування у Массачусетському технологічному інституті, місто Кембридж, штат Массачусетс, під час навчання окремі курси прослухала в Океанографічному інституті у Вудс-Холі.

## До НАСА
Після закінчення Військово-морської Академії США, у липні 1982 року з відзнакою закінчила Льотне училище, стала морським льотчиком. Лоуренс має більше 1 500 годин нальоту на шести різних типах вертольотів і виконала понад 800 посадок на борту суден. Вона була однією з перших двох жінок-пілотів вертольота, які пройшли службу в Індійському океані у складі бойової групи авіаносців. Після завершення інституту, у 1988 році, вона була призначена пілотом вертольота у «протичовнову» ескадрилью..

## Підготовка до космічних польотів
У березні 1992 року була зарахована у загін НАСА у складі чотирнадцятого набору, кандидатом в астронавти. Стала проходити навчання за курсом Загальнокосмічної підготовки. По закінченні курсу, у липні 1993 року отримала кваліфікацію «спеціаліст польоту» і призначення в Офіс астронавтів НАСА.

## Польоти в космос
- Перший політ — STS-67[2], шаттл «Індевор». З 2 по 18 березня 1995 року, на той час — найтриваліший політ шатла, як спеціаліст польоту. Екіпажем проводилися роботи в космічній обсерваторії багаторазового використання ASTRO-2. Астронавти благополучно приземлилися на авіабазі Едвардс у Каліфорнії. Тривалість польоту склала 16 діб 15 годин 8 хвилин[3].

- Другий політ — STS-86[4], шаттл «Атлантіс». З 26 вересня по 6 жовтня 1997 року, в якості спеціаліста польоту. У програму польоту STS-86 входило проведення сьомої стиковки шаттла з російської орбітальною станцією «Мир», доставка та повернення вантажів, виконання різних експериментів[5].Тривалість польоту склала 10 діб 19 годин 21 хвилину[6].

- Третій політ — STS-91[7], шаттл «Діскавері». З 2 по 12 червня 1998 року як «спеціаліст польоту». STS-91 став останнім польотом шатлу до орбітального комплексу «Мир» за програмою «Мир — Шаттл»[8]. Крім проведення дев'ятої і останньої стиковки шаттла з російським орбітальним комплексом, програма польоту STS-91 передбачала доставку і повернення вантажів, виконання різних експериментів[9]. Вантажний відсік «Діскавері» був скомпонований не так, як зазвичай. У його передній частині була встановлена зовнішня шлюзова камера, нагорі якої розміщувалася стична система шаттла ODS з стикувальним агрегатом типу АПАС. За шлюзової камерою був встановлений тунельний адаптер з люком для виходу у відкритий космос. Від нього в напрямку до одинарному модулю Spacehab SM йшов перехідний тунель. У кількох попередніх польотах використовувався подвійний модуль Спейсхеб, але на цей раз він не вмістився, тому що за модулем у вантажному відсіку була встановлена поперечна ферма, на якій був розміщений спектрометр AMS. Тривалість польоту склала 9 діб 19 годин 55 хвилин.[10].

- Четвертий політ — STS-114[11], шаттл «Діскавері». З 26 липня по 9 серпня 2005 року, в якості спеціаліста польоту. Мета експедиції позначена як «Повернення до польотів». Це перший політ шатла після катастрофи «Колумбії» в 2003 році. Завдання експедиції: перевірка нових систем безпеки шатла, доставка продовольства і води для екіпажу МКС, перевірка можливості ремонту пошкодження теплової захисту крил шатлів, заміна вийшов з ладу гіродіна і установка зовнішньої складської платформи ESP-2 на шлюзову камеру «Квест». «Діскавері» доставив на МКС близько 8 240 кг вантажів у багатоцільовий вантажний модуль «Рафаелло» і повернув з МКС на Землю близько 8 956 кг відпрацьованих матеріалів. За результатами обстеження «Діскавері» на орбіті виявлено близько 25 ушкоджень («сколів») термозахисту корабля. За заявою НАСА, нормою є 145—150 сколів за один старт. Тривалість польоту склала 13 діб 21 година 32 хвилини[12].

Загальна тривалість польотів у космос — 51 день 3 години 56 хвилин.

## Після польотів
19 серпня 1998 року, залишаючись астронавтом НАСА, стала заступником директора Відділу стратегії і планів в Директораті перспективних систем та технологій Національного розвідувального управління США (це Управління відповідає за ведення супутникової фото-розвідки). У червні 2006 року покинула загін астронавтів і звільнилася з НАСА.

## Особисте життя
Вона любить біг, веслування, тріатлон і садівництво. Радіоаматор з позивним KC5KII. Її батько, віце-адмірал Вільям П. Лоуренс (у відставці), проживає в місті Кроунсвіллі, штат Меріленд. Її мати, Анна Хейнс, проживає в місті Алвадор, штат Орегон..
У 2019 році під час вручення їй Нагороди для видатних випускників Військово-морської академії США Лоуренс вперше публічно розкрила, що одружена з колишньою науковицею NASA Кеті Вотсон. Таким чином вона стала першою астронавткою, що зробила камінг-аут за життя.

## Нагороди та премії
|                         |                                                   |             |
| Bronze oak leaf cluster |                                                   |             |
|                         | Bronze oak leaf cluster · Bronze oak leaf cluster | Gold star   |
| Gold star               | Gold star · Gold star · Gold star                 | Bronze star |
|                         | Bronze star                                       |             |

Нагороди: Медаль «За космічний політ» (1995, 1997, 1998 і 2005), Медаль «За відмінну службу» (США), Медаль «За похвальну службу» (США) і багато інших.